# Fattore di emissione
Il fattore di emissione è definito come il rapporto tra l'emissione di un inquinante da una data sorgente emissiva e l'unità di indicatore della sorgente stessa. L'indicatore è una quantità atta a descrivere nel modo migliore un'attività emissiva (ad esempio per l'incenerimento di rifiuti è la quantità di rifiuti inceneriti, espressa in t/anno, mentre per un forno di cementificio può essere la quantità di combustibile bruciata, espressa in GJ/anno). 
L'unità di misura del fattore di emissione consiste dell'unità di misura del numeratore (che è quella dell'emissione) e da quella del denominatore (che è quella dell'indicatore).

Ad esempio, il fattore di emissione degli ossidi di azoto da cottura del clinker in un cementificio si misura in g/GJ.

Nel caso di una combustione, occorre precisare che il fattore di emissione di ogni inquinante dipende dal combustibile, e in certi casi è possibile calcolarlo a partire da un'apposita formula a partire da determinate caratteristiche del combustibile stesso. Così le emissioni di ossidi di zolfo da una combustione dipendono in modo stechiometrico dal tenore di zolfo nel combustibile bruciato.

Un'altra caratteristica di cui occorre tenere conto è la tecnologia di abbattimento dei fumi ai camini. Se non diversamente specificato, i fattori di emissione si intendono a monte di ogni sistema di abbattimento. Altrimenti possono invece fare riferimento all'emissione in uscita al camino, ovvero comprendere gli effetti di eventuali sistemi di abbattimento.

La scelta dei fattori di emissione più adatti è particolarmente critica, e presenta numerosi problemi di affidabilità. Deve essere effettuata in base alle caratteristiche del singolo impianto, ricavando i dati dalla letteratura tecnico-scientifica del settore, e adattando i dati bibliografici alla particolare situazione applicativa.